# Heckengäu-Weil der Stadt
Heckengäu-Weil der Stadt ist ein Landschaftsschutzgebiet (Schutzgebietsnummer 1.15.027) im Landkreis Böblingen.

## Lage und Beschreibung
Das Schutzgebiet entstand durch Verordnung des Landratsamts Böblingen vom 20. Juni 1986. Mit dem Inkrafttreten dieser Verordnung traten die Verordnungen des Landratsamts Leonberg vom 10. Januar 1968 Landschaftsschutzgebiete Kuppelzen und Wolfsgrube sowie vom 14. November 1968 mit dem Namen Nördlich Merklingen außer Kraft, mit denen unter anderem für das Gebiet der Stadt Weil der Stadt bereits ein Landschaftsschutzgebiet festgesetzt worden war.
Es handelt sich um 14 Teilgebiete rund um Weil der Stadt und seiner Stadtteile Merklingen, Münklingen und Hausen. Das Gebiet gehört zm Naturraum 122-Obere Gäue innerhalb der naturräumlichen Haupteinheit 12-Neckar- und Tauber-Gäuplatten. Das FFH-Gebiet Gäulandschaft an der Würm überschneidet sich mit dem Landschaftsschutzgebiet in einigen Teilflächen.

## Schutzzweck
Wesentlicher Schutzzweck ist die Erhaltung der typischen und reizvollen Vorschwarzwaldlandschaft in ihrer besonderen Eigenart mit teilweise sehr wertvollen Pflanzenstandorten, Streuobstbeständen und der landschaftsprägenden, mit Laubholz und Forchen bestandenen Kuppe des Kuppelzen als Erholungsraum.
Dazu gehört sowohl die Erhaltung der naturnahen, zum Teil mit Schilf bestandenen Würmtalaue mit bachbegleitendem Gehölz als Wiesentallandschaft sowie die Sicherung der landschaftsbedeutenden, den Talverlauf begleitenden Einhänge mit Streuobstbeständen und des kulturhistorisch bedeutsamen Landgrabens in der charakteristischen Eigenart als auch die Erhaltung der typischen Heckengäulandschaft mit Steinriegeln, Hecken, Feldgehölzen, Wald, Streuobstbeständen und der charakteristischen Wiesentälchen als Erholungsraum. Eine weitere Zersiedelung dieser Landschaft soll verhindert werden.